# Zygodon schimperi
Zygodon schimperi är en bladmossart som beskrevs av Georg Ernst Ludwig Hampe och C. Müller 1845. Zygodon schimperi ingår i släktet ärgmossor, och familjen Orthotrichaceae. Inga underarter finns listade i Catalogue of Life.